# Johannes Knebel
Johannes Knebel (* 1413/1415; † 1481 oder 1483) war ein Kleriker, Notar und Chronist aus Basel.

## Leben und Werk
Johannes Knebel, Sohn des Zunftmeisters zu Webern, studierte ab 1432 an der Universität Erfurt. 1435 wurde er in Heidelberg zum Bakkalaureus Artium promoviert. Nach seiner Priesterweihe 1441 war Knebel Kaplan des Basler Dompropstes Georg von Andlau, dazu Chorherr von Lautenbach (Elsass), kaiserlicher Notar und ab 1460 Notar der neugegründeten Universität Basel. Er verfasste eine als «Diarium» bezeichnete dreibändige Chronik zum Zeitgeschehen. Die beiden erhaltenen Bände umfassen die Jahre 1473–1479 und enthalten kopierte und beigefügte Dokumente, Zusammenfassungen, Berichte und Kommentare. Die Chronik ist eine bedeutende Quelle zur Situation der Stadt Basel während der Burgunderkriege.

## Werke
- Wilhelm Vischer (Hrsg.): Johannis Knebel capellani ecclesiae Basiliensis diarium (= Basler Chroniken. Bände 2 und 3). Hirzel, Leipzig 1880/1887 (Digitalisate: Band 2, Band 3).